# Маньи, Эва
Эва Маньи (28 июля 1909 — 11 февраля 2005) — итальянская актриса театра, пик карьеры которой пришелся на период с 1926 года по 1970-е года.

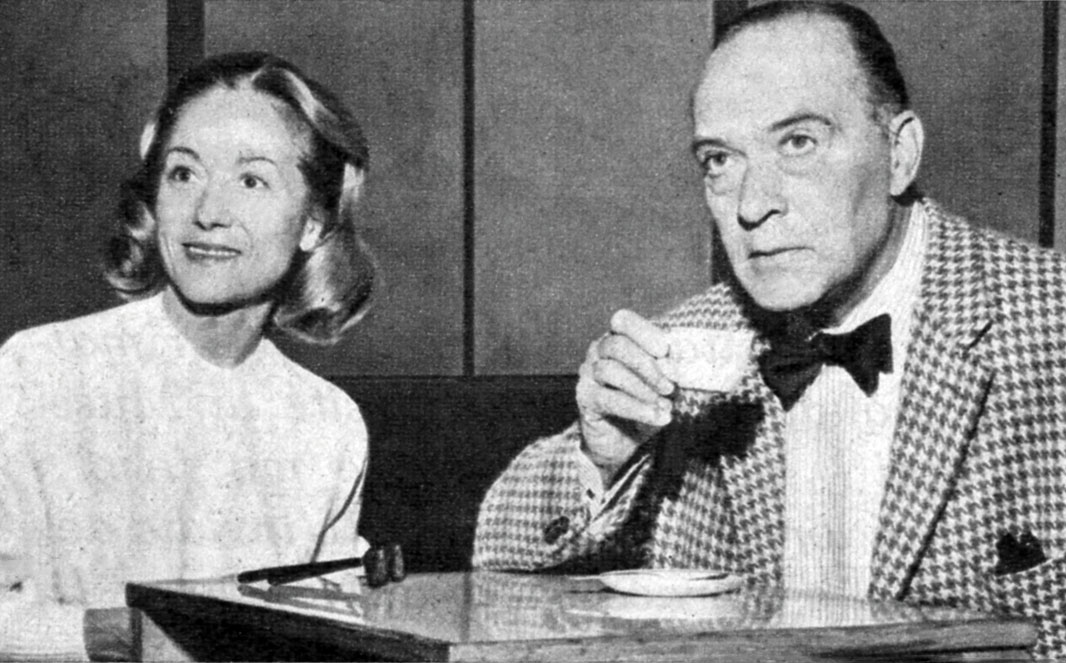
Эва Маньи и Ренцо Риччи, 1957

## Биография
Маньи родилась 28 июля 1909 года в Милане в семье художников. Её дебют на сцене состоялся в 1926 году в театральной труппе Teatro d’Arte di Roma под руководством Луиджи Пиранделло. А всего два года спустя под руководством Дарио Никодеми Эва дебютировала в качестве ведущей актрисы. В 1940 году она была назначена первой актрисой в компании Ренцо Риччи, этому предшествовали работы в сценических труппах, возглавляемых Мемо Бенасси, Марии Мелато и Лоры Карли. Позднее у Эвы завязались романтические отношения с Ренцо Риччи. В декабре 1960 года Маньи вышла замуж за Риччи, это произошло после смерти его первой жены, актрисы театра и кино, Маргериты Баньи.
Дебют Эвы Маньи в кинематографе состоялся в фильме режиссёра Карл Бозе «Paprika» в 1933 году. В 30-х годах Эва успела сняться ещё в шести фильмах. Восьмым и последним фильмом с участием Маньи стал «The Teacher from Vigevano» в 1963 году, где она сыграла роль вдовы Нанни. Режиссёром картины был Элио Петри, главные роди играли Альберто Сорди и Клэр Блум.
Маньи также выступала на радио.
После смерти Ренцо Риччи в 1978 году Эва вышла на пенсию. В 1990-х годах Маньи была частым гостем на вечернем ток-шоу Maurizio Costanzo на телеканале Canale 5. Умерла Эва Маньи 11 февраля 2005 года в своем доме в Милане.